# タイヤの日
タイヤの日（タイヤのひ）は、交通安全対策を推進するために制定された記念日である。毎年4月8日。

## 概要
タイヤの日は、広く一般ドライバーにタイヤへの関心を喚起し、タイヤの正しい使用方法を啓発することにより、交通安全に寄与することを目的として、2000年（平成12年）に日本自動車タイヤ協会、全国自動車タイヤ販売店協会連合会及び全国タイヤ商工協同組合連合会の3団体が創設した。4月8日とされたのは、4月は春の全国交通安全運動が行われる月であり、8は輪（タイヤ）をイメージさせることからきている。同年4月8日には第1回目の啓発活動が行われた。

## 啓発活動
毎年4月8日に上記3団体共催、地元警察等の協力のもと、札幌、仙台、東京、名古屋、大阪、広島、福岡の全国7カ所で路上タイヤ点検が実施され、その結果が日本自動車タイヤ協会から公表される。2009年は356台の点検が行われ、不良率は46.6％(空気圧不適正44.7％、偏摩耗3.9％、タイヤ溝不足2.2％等)であった。
。
また、毎年4月にはこの日を中心に、各タイヤメーカーや全国のタイヤ販売店等でも、タイヤの正しい使用方法等の広報活動が実施されている。